# Wildflyschaufschluss Mitteltobelbach
Das Naturdenkmal Wildflyschaufschluss Mitteltobelbach befindet sich im Bereich der L 193 (Damülser Straße) in der Gemeinde Au im Bregenzerwald, Vorarlberg, Österreich. Es handelt sich beim gut sichtbaren, an der Damülser Straße befindlichen, Wildflyschaufschluss um ein Zusammentreffen verschiedenartiger Gesteine auf einer Länge von etwa 70 Meter (etwa 1096 m ü. A.), an denen übersichtlich die Grenzflächen zwischen großen unterschiedlichen geologischen Einheiten, die in Vorarlberg vorkommen, betrachtet werden können. Die gesamte Fläche des hier befindlichen Wildflyschaufschlusses beträgt rund 3,1 ha.

## Geologie der Gemeinde Au
Das Gemeindegebiet von Au ist geologisch kompliziert aufgebaut und setzt sich aus (Beispiele):
- Kalke des Helvetikums,
- Mergeln des Ultrahelvetikums,
- Flyschgesteinen des Penninikums, sowie
- Sandschiefer der Piesenkopf-Formation
- Mergeln (Seewerkalke),
- Mergeln und Tonmergeln der Schilt-Formation,
- Kalke der Drusbergformation und
- Kalke der Quinten-Formation
- Kalke und Schiefermergel der Palfris-Formation und
- Dolomiten des Ostalpin

zusammen.

## Geologische Formation des Naturdenkmals
Bei  den hier zu Tage tretenden Gesteinen handelt es sich vor allem um
- Kalke des Helvetikums,
- Mergeln des Ultrahelvetikums,
- Flyschgesteine der Feuerstätter Decke (Wildflysch),
- Tonmergel.[2]

Das Naturdenkmal wurde 1991 unter Schutz gestellt.